# كريس أورتيغا
كريس أورتيغا (بالإسبانية: Cris Ortega)‏ هي كاتِبة ورسامة إسبانية، ولدت في 1980 في بلد الوليد في إسبانيا.

## وصلات خارجية
- الموقع الرسمي